# Ісмаель Рід
Ісмаель Скотт Рід (22 лютого 1938) — американський поет, прозаїк, есеїст, автор пісень, драматург, редактор, видавець. Відомий своїми сатиричними творами про американську політику, у яких підкреслював політичне і культурне пригнічення. У роботах Рід часто прагнув показати нехтування Африкою і афро-американською перспективою, прагнув показати у більш широкому плані забуті народи і їх перспективи, незалежно від культурного походження.

## Життя
Рід народився в місті Чаттануга, штат Тенессі, і виріс в Буфало, Нью-Йорк, в робочому районі. Навчався в Буфало в державній школі, після чого став студентом коледжу Міллард Філлмор. Під час навчання Рід пише розповідь про молодого афро-американського чоловіка і показує своєму професору. Вражений здібностями студента, викладач допомагає вступити до Університету в Буфало, де він відвідував заняття з 1956 до 1960 рр. Потім митець кидає навчання, частково через фінансові проблеми, але головним чином, через те, що йому була потрібна нова атмосфера, щоб набути досвіду у письменництві і музиці. Рід прокоментував своє рішення так: «Це найкраще, що могло зі мною статися в той час, бо я хотів продовжити свої експерименти під впливом Заходу. Я не хочу бути рабом у чужих списках. Я, можливо, шкодую про це рішення тепер, тому що почув жахливі расистські речі про це.» У 1995 році в коледжі письменнику було присвоєно докторський ступінь. У 1998 році Рід розповів про те, що на нього впливало: «Я, напевно, був більше під впливом поетів, ніж новелістів, а саме поетів епохи Відродження, американського сюрреаліста Теда Джонса. Поети більш оригінальні, а прозаїки не думають про асоціації.» Поет переїхав до Нью- Йорку в 1962 році, і разом із Волтером Бовардом став засновником таємного видавництва. Був одним з основоположників Чорної культури, продовжував досліджувати історію чорних американців, а під час роботи над романом «Рейс до Канади», винайшов новий жанр — «нео-невільницьку розповідь». У 2005 році пішов з університету в Каліфорнії, де викладав протягом тридцяти п'яти років, зараз працює дослідником в Каліфорнійському коледжі мистецтв. Мешкає в Окленді, штат Каліфорнія, вже більше 40 років, з дружиною Карлою Бланк — визнаним хореографом, автором і режисером. Його архіви знаходяться в Спеціальних колекціях університету штату Делавер в Нью-Йорку.

## Опубліковані роботи та нагороди
До опублікованих робіт Ріда належать 10 романів, 6 поетичних збірок, в тому числі «Нові» і «Збірка віршів», 1964—2007; десять збірок есе, один фарс, один лібрето, колекція семплерів, 6 п'єс. Також він відредагував 14 збірок, остання з який «Чорний Голівуд вільний» (2015). Його останній твір «Великий Мухаммед Алі» був опублікований 15 липня 2015 р. Ісмаель Рід також є видавцем, редактором тринадцяти збірок і численних журналів, телевізійний продюсер, громадський коментатор, педагог і викладач. Дві з книг Ріда були номіновані на премію National Book Awards, а поетична збірка «Закликаю» на Пулітцерівську премію. Його збірки «Нові» та «Збірка віршів» були нагороджені Клубом Співдружності Каліфорнії золотою медаллю. Його вірш «Обережно, не читайте цього вірша» був визнаний одним з тих 20 віршів, які найчастіше вивчали бібліотекарі та студенти, які навчалися на літературних курсах. Рідові романи, вірші та есе були перекладені французькою, іспанською, італійською, німецькою, японською, угорською, голландською, корейською, китайською, чеською мовами та на іврит. З 2012 року — перший поет-лауреат з SF JAZZ — провідної некомерційної організації джазу на Західному узбережжі.

## Музика
На тексти пісень Ріда та його вірші накладалася музика Альберта Ейлера, Девіда Мюррея, Аллена Туссена, Кармен Мур, Карла Блей, Джека Брюса та багатьох інших композиторів. У 2007 році Рід дебютував як джазовий піаніст та керівник оркестру. У 2008 році був названий найкращим виконавцем блюзу Західного узбережжя. Також випущено декілька сиді-дисків з лірикою Ріда.

### Проза
- «Вільні гробарі»/ The Freelance Pallbearers, 1967
- «Жовто-чорне радіо зламалось»/ Yellow Back Radio Broke-Down, 1969
- «Мамбо Джамбо»/ Mumbo Jumbo, 1972
- «Рейс до Канади»/ Flight to Canada, 1976
- «Грізний двійник»/ The Terrible Twos, 1982
- «Жахливі трійки»/ The Terrible Threes, 1989
- «Сік!»/ Juice!, 2011
- «Відмінюючи гінді»/ Conjugating Hindi, 2018

### Поезія, п'єси, пісні, наукова література
- «Катехізис неоамериканського нещастя церкви» / catechism of d neoamerican hoodoo church, 1969
- «Мініфест нео-нещастя» / Neo-HooDoo Manifesto, 1972
- «Створюйте: Вибрані вірші» / Conjure: Selected Poems, 1963—1970, 1972
- «Чаттануга: Вірші» / Chattanooga: Poems, 1973
- «Секретар Духів: ілюстрований Бетті Саар» / A Secretary to the Spirits, illustrated by Betye Saar, 1978
- «Масляна в Старому Новому Орлеані» / Shrovetide in Old New Orleans: Essays, 1978
- «Бог створив Аляску для індіанців: Окремі нариси» / God Made Alaska for the Indians: Selected Essays, 1982
- «Нові та Зібрані вірші» / New and Collected Poetry, 1988
- «Написане б'ється: Тридцять сім років боксу на папері» / Writing is Fighting: Thirty-Seven Years of Boxing on Paper, 1988
- «Провітрювання брудної білизни» / Airing Dirty Laundry, 1993
- «Бесіди з Ісмаілом Рідом» / Conversations with Ishmael Reed (Bruce Dick and Amritjit Singh, eds), 1995
- «Оклендська рапсодія, Секрет душі центру американського міста, з фотографіями Річарда Наглера» / Oakland Rhapsody, The Secret Soul Of An American Downtown, with photographs by Richard Nagler, 1995
- «Гетсиманський парк, лібрето; композитор Кармен Мур» / Gethsemane Park, libretto; Carman Moore, composer (premiere, Berkeley Black Repertory Theater, 1998)
- «Рід читач» / The Reed Reader, 2000
- «Місто блюзу: Прогулянка в Окленді» / Blues City: A Walk in Oakland, 2003
- «Інший день на фронті: Відлуння війни» /Another Day at the Front, Dispatches from the Race War, 2003
- «Нові і Збірка віршів» 1964—2006, 2006 (у твердій обкладинці); «Нові і збірка віршів», 1964—2007, 2007 (м'яка обкладинка) / New and Collected Poems, 1964—2006, 2006 (hardcover); New and Collected Poems, 1964—2007, 2007 (paperback)
- «П'єси» / THE PLAYS, including Mother Hubbard, Savage Wilds, Hubba City, The Preacher and the Rapper, The C Above C Above High C, and Body Parts, 2009
- "Барак Обама і Джим Кроу: повернення «Чорних наставників» / Barack Obama and the Jim Crow Media: The Return of the «Nigger Breakers», 2010
- «Заходить занадто далеко: Подробиці нервового зриву Америки» / Going Too Far: Essays About America's Nervous Breakdown, 2012
- «Великий Мухаммед Алі» / The Complete Muhammad Ali, non-fiction, Baraka Books, July, 2015

### Дискографія
Кіп Ханрахан випустив 3 альбоми з текстами пісень Ріда:
- «Музика для текстів Ісмаіла Ріда» / Music for the Texts of Ishmael Reed (American Clave, 1985)
- «Кеб Келовей стоїть під місяцем» / Cab Calloway Stands in for the Moon (American Clave, 1985)
- «Поганий рот» / Bad Mouth (American Clave, 2005)

Девід Мюрей випустив кілька альбомів з текстами письменника:
- Священна земля(Джастін Тайм, 2007) — «Священна земля» і «Пророк Долі» у виконанні Кассандри Вілсон / Sacred Ground (Justin Time, 2007)
- Диявол намагався вбити мене (Джастін Тайм, 2009) — «Диявол намагався вбити мене» у виконанні Сісти Кі та «Африка» у виконанні Таджа Махала / The Devil Tried to Kill Me (Justin Time, 2009)
- «Будь моїм монстром кохання» (2013) — «Будь моїм монстром кохання» у виконанні Мека Грея / Be My Monster Love (Motéma, 2013)